# Fabien Nury
Pour les articles homonymes, voir Nury (homonymie).
Fabien Nury est un scénariste de bande dessinée français, né le 31 mai 1976.

## Biographie
Né en 1976, Fabien Nury est diplômé d'ESCP Europe.
Il commence sa carrière en cosignant, avec Xavier Dorison, le scénario de W.E.S.T, série dessinée par Christian Rossi (Dargaud, six tomes entre 2003 et 2011).
En solo, Fabien Nury écrit Je suis légion (Les Humanoïdes associés, 2004-2007), une trilogie mise en images par l'Américain John Cassaday. Elle se poursuit avec plusieurs autres dessinateurs, chez un nouvel éditeur, dans la série dérivée Les Chroniques de Légion (Glénat). En 2007, il commence aussi Le Maître de Benson Gate (Dargaud), avec Renaud Garreta.
De 2007 à 2012, Nury scénarise les six tomes d’Il était une fois en France (Glénat), série historique qui, dessinée par Sylvain Vallée, obtient un certain succès public et critique. La série Il était une fois en France reçoit en 2011 le prix de la meilleure série au Festival international de la BD d'Angoulême.
Depuis, Fabien Nury travaille dans des genres variés : le récit historique avec le diptyque La Mort de Staline (dessin de Thierry Robin, Dargaud) ; le thriller avec Steve Rowland, tome 5 de la collection XIII Mystery (dessin de Richard Guérineau, Dargaud) ; le feuilleton policier avec Silas Corey (dessin de Pierre Alary, Glénat) ; l’adaptation littéraire avec Atar Gull (dessin de Brüno, Dargaud), d'après Eugène Sue...
En 2013, il crée avec Brüno Tyler Cross, un roman noir en bande dessinée. Prépublié dans la revue de bande dessinée numérique Professeur Cyclope, l'ouvrage est récompensé par le Prix de la BD Fnac en 2014. Le tome 2 de la série (Angola) paraît en 2015 puis le dernier tome (Miami) en 2018.
Fabien Nury publie en 2014 le quatrième et dernier tome de L’Or et le sang (les 3 premiers tomes chez 12 bis, le dernier chez Glénat), aidé de Maurin Defrance au scénario, avec Merwan et Fabien Bedouel au dessin ; ainsi que le premier volet du diptyque Mort au tsar ! (Dargaud) dont le deuxième tome, toujours dessiné par Thierry Robin, sort en 2015. En 2014 également paraît Fils du soleil (Dargaud), avec Éric Henninot, un album d'aventures adapté de deux nouvelles de Jack London.
En 2015, une exposition intitulée « Fabien Nury, maestro du scénario » lui est consacrée au festival d'Angoulême en 2015.
Le diptyque La Mort de Staline est adaptée au cinéma en 2017 par Armando Iannucci, avec Steve Buscemi et Olga Kurylenko. La même année, Fabien Nury reprend sa collaboration avec Sylvain Vallée pour Katanga, récit de fiction sur fond de guerre de sécession de cette province congolaise en 1960.
En 2018 paraît chez Dargaud le premier volume de Charlotte impératice, une série de bande dessinée biographique consacrée à Charlotte de Belgique, par Matthieu Bonhomme (dessin) et Fabien Nury (scénario). Toujours chez le même éditeur, il scénarise le roman graphique l'Homme qui tua Chris Kyle avec le concours de Brüno au dessin. L'album, qui relate avec un œil critique l'histoire du sniper Chris Kyle, sort en avril 2020 et il est accueilli favorablement par France Info et France Inter,. L'ouvrage fait partie de la sélection pour le grand prix de la critique 2021.

## Œuvres

### One shot
- Une aventure des Brigades du Tigre, Glénat, « Grafica », mars 2006
Scénario : Fabien Nury et Xavier Dorison - Dessin : Jean-Yves Delitte - Couleurs : Patricia Faucon - (ISBN 978-2-505-01343-3)
- Atar Gull ou le Destin d'un esclave modèle, Dargaud, « Long Courrier », octobre 2011
Scénario : Fabien Nury, d'après le roman éponyme d'Eugène Sue - Dessin : Brüno - Couleurs : Laurence Croix - (ISBN 978-2-7234-5402-5)
- Fils du soleil, Dargaud, octobre 2014
Scénario : Fabien Nury - Dessin : Éric Henninot - Couleurs : Marie-Paule Alluard - (ISBN 978-2-205-07047-7)
- Comment faire fortune en juin 40, Casterman, septembre 2015
Scénario : Fabien Nury et Xavier Dorison - Dessin : Laurent Astier - Couleurs : Laurence Croix - (ISBN 978-2-203-09181-8)
- L'Homme qui tua  Chris Kyle, Dargaud, avril 2020
Scénario : Fabien Nury - Dessin : Brüno - (ISBN 978-2-205-08467-2)

## Filmographie
En tant que scénariste
- 2006 : Les Brigades du Tigre de Jérôme Cornuau (en collaboration avec Xavier Dorison)

- 2012 : Pour toi j'ai tué de Laurent Heynemann (en collaboration avec Xavier Dorison)
- 2017 : Guyane de Kim Chapiron[17]

En tant que créateur
- 2021 : Paris Police 1900
- 2023 : Paris Police 1905

## Distinctions

### Bande dessinée
- Prix Saint-Michel :
  - 2008 : Meilleur scénario pour Il était une fois en France, tome 1  : L'Empire de Monsieur Joseph
  - 2009 : Meilleur album francophone pour Il était une fois en France, tome 2 : Le Vol noir Des Corbeaux (avec Sylvain Vallée)
  - 2012 : Meilleur album francophone pour La Mort de Staline, t. 2 : Une histoire vraie soviétique (avec Thierry Robin)
  - 2013 : Meilleur album francophone pour Il était une fois en France, t. 6 : La Terre promise (avec Sylvain Vallée)
  - 2016 : Meilleur scénario pour Comment faire fortune en juin 40 (avec Xavier Dorison)[18].

- 2011 :
  - Prix de la série du festival d'Angoulême pour Il était une fois en France, t. 4 : Aux Armes Citoyens! (avec Sylvain Vallée)[3]
  - Prix Historia de la bande dessinée historique pour La Mort de Staline, t.1 : L'Agonie (avec Thierry Robin)[19]
  - prix Jacques Lob du festival Bd Boum
- 2012 : 
  - DBD Awards de la meilleure série pour Il était une fois en France (avec Sylvain Vallée)
  - Prix Château de Cheverny de la bande dessinée historique pour La Mort de Staline t. 2: Funérailles (avec Thierry Robin)
- 2013 :  
  - Prix de la BD du Point, avec Brüno, pour Tyler Cross[20]
- 2014 :
  - Prix de la BD Fnac de la meilleure série pour Tyler Cross (avec Brüno)[7]
  - Prix de la BD Fnac Belgique du meilleur album pour Silas Corey, t. 1 : Le Réseau Aquila (avec Pierre Alary)[21]
- 2015 : Prix de la meilleure série de Lucca Comics and Games Il était une fois en France (avec Sylvain Vallée)

### Télévision
- Société des auteurs et compositeurs dramatiques 2012 : Prix Mireille-Lantéri pour Pour toi j'ai tué (avec Xavier Dorison)